# كاليفورنيا جونكشن
كاليفورنيا جونكشن (بالإنجليزية: California Junction, Iowa)‏ هي مدينة تقع في ولاية آيوا في الولايات المتحدة. تبلغ مساحة هذه المدينة  (كم²)، وترتفع عن سطح البحر 307 م، بلغ عدد سكانها 85 نسمة في عام 2012 حسب إحصاء مكتب تعداد الولايات المتحدة.